# Foggia (stacja kolejowa)
Foggia (włoski: Stazione di Foggia) – stacja kolejowa w Foggii, w prowincji Foggia, w regionie Apulia, we Włoszech. Znajduje się na skrzyżowaniu linii Ankona - Lecce, do Benevento, Caserty i Neapolu. Lokalne linie wychodzą w kierunku Manfredoni, Lucery i Potenzy. Jest jedną z największych stacji kolejowych w regionie. Została otwarta w 1864.